# Cyclohexasilan
Cyclohexasilan ist eine chemische Verbindung aus der Gruppe der Silane.

## Gewinnung und Darstellung
Cyclohexasilan kann in einer zweistufigen Synthese aus Dodecaphenylcyclohexasilan hergestellt werden.

Synthese Cyclohexasilan

Eine aktuelle Syntheseroute nutzt die chloridinduzierte Disproportionierung von Hexachlordisilan. Dabei entsteht direkt ein Derivat von Si6Cl12. Dieses wird im zweiten Schritt mit Lithiumaluminiumhydrid zum Cyclohexasilan reduziert.

## Eigenschaften
Cyclohexasilan ist eine farblose Flüssigkeit, die sich an der Luft spontan entzündet. Synthese und Handhabung dieser Verbindung muss daher unter einem inerten Schutzgas wie Argon oder Stickstoff in einer Glovebox oder mittels Schlenktechnik erfolgen. Die Verbindung kristallisiert bei −30 °C in der monoklinen Raumgruppe C2/c (Raumgruppen-Nr. 15).

## Verwendung
Cyclohexasilan ist ein wichtiger Präkursor zur Abscheidung von Siliciumschichten aus flüssigen Siliciumtinten in der Halbleiterindustrie.